# Mon île était le monde
Pour plus de détails, voir Fiche technique et Distribution.
Mon île était le monde est un moyen métrage documentaire de Jacques Baratier réalisé en 1992. Il est consacré au poète réunionnais Jean Albany (1917-1984).

## Synopsis
Ce monde est né dans le regard du poète Jean Albany. Celui-ci a créé son île, ses émotions ont créé son univers ; la mer, les oiseaux, les femmes, les fleurs lui ont offert son langage. Le créole est écrit, l'identité réunionnaise enracinée. Quelques œuvres de Jean Albany : Zamal, Miel vert, Bleu Mascarin, Bal indigo...

## Fiche technique
- Réalisation : Jacques Baratier
- Production : MAB Films, RFO
- Scénario : Jacques Baratier
- Durée : 52 minutes
- Format : 35 mm couleur